# Eurytoma diopsisi
Eurytoma diopsisi is een vliesvleugelig insect uit de familie Eurytomidae. De wetenschappelijke naam is voor het eerst geldig gepubliceerd in 1956 door Risbec.